# Laust Rasmussen
 Der er flere personer med dette navn, se Laust Rasmussen (1850-1924).
Laust Rasmussen (ifølge dåbsattesten Laurits) (født 22. november 1862 i Højrup, død 16. april 1941 i Horsens) var en dansk typograf, avisredaktør, politiker (Socialdemokraterne) og minister.
L. Rasmussen blev født på et husmandssted i Højrup, et sogn i Brusk Herred. Hans forældre var Rasmus Lauritsen og Ingeborg Dorothea Hans Bie. 
Han blev udlært som typograf i Fredericia i 1880'erne. Han var redaktør af partibladet Social-Demokraten i Horsens fra 1892, og blev i 1902 valgt ind i Horsens Byråd. Han blev tidligt socialdemokrat og deltog i 1888 i Socialdemokratiets 3. partikongres. I 1892 blev han opstillet som folketingskandidat for partiet, men først i 1906 kom han i Rigsdagen. I 1918 flyttede han med hustruen fra Horsens til København for på fuldtid at beskæftige sig med sit erhverv som politiker.
Forsvarsminister i Ministeriet Thorvald Stauning I (1924-26) og i Ministeriet Thorvald Stauning II (1929-32), og var den egentlige leder af Socialdemokratiets nedrustningspolitik i første halvdel af mellemkrigsårene.
I 1886 blev han gift med Marie f. Honoré.